# 福井市清水中学校
福井市清水中学校（ふくいし　しみずちゅうがっこう）は、福井県福井市島寺町にある公立中学校。

## 沿革

### 昭和期
- 1951年4月1日 - 志津村立志津中学校と天津村立天津中学校を統合し、『志津村天津村組合立北丹中学校』と改称。
  - 旧天津中学校を『東校』 - 旧志津中学校を『西校』として、そのまま校舎を使用する。
- 1955年7月28日 - 志津村・三方村・天津村が合併して清水町発足。
  - これに伴い、翌1956年4月1日、北丹中学校を『清水町立清水中学校』と改称。
- 1957年11月16日 - 現在の福井市清水図書館の場所に『北校舎』が完成。東校と西校の在校生が同じ校舎に通い始める。
- 1958年4月1日 - 清水東小学校卒業生と至民中学校の在校生一部が通学開始、清水町全域を校区とする。
- 1978年6月、木造校舎の老朽化や地盤沈下により、プール以外の施設を移転するため、清水町島寺から風巻にまたがる場所にて造成工事が始まる。
- 1980年11月1日 - 新校舎・町営体育館完成。現在の校舎となる。

### 平成期
- 1989年2月24日 - 大喪の礼のため休業。
- 2001年10月1日 - 創立50周年式典。
- 2005年9月11日 - 学校祭にてナナ・イロ(ミュージシャン)のライブ開催。ギターの岩堀路子が同校出身であり、メジャーデビューの1年前であった。
- 2005年10月26日 - 当時映画監督であった同校出身の森川陽一郎を迎え、全校生徒対象に映画「福井青春物語」上映。劇場デビューからわずか4日後であった。
- 2006年2月1日 - 清水町の福井市への編入合併に伴い、『清水町立清水中学校』から『福井市清水中学校』に変更となる。

### 令和期
- 2024年4月1日 - 福井市殿下中学校の廃止に伴い、同校校区であった全域（殿下地区）を校区に含め、現在の校区となる。

## 部活動
野球部が強い

## 学校周辺
同校周辺は、福井市島寺町、風巻町、三留町の境界線が入り組んでいる。
- 福井市清水総合体育館 - 福井市風巻町36-1
- きらら館 - 福井市風巻町20-17
- 福井市立清水図書館・福井市清水南公民館 - 福井市風巻町21-17
  - 隣接地に同校のプールがある。
- 福井市清水総合運動公園きららパーク - 福井市風巻町
- 福井市清水保健センター・清水連絡所 - 福井市風巻町28-8-1
- 福井県農業協同組合 清水支店・農産物直売所 丹生膳野菜(ぜんやさい) - 福井市風巻町27-2
- プラント3(PLANT-3)清水店 - 福井市三留町21-4
- ふくい健康の森 - 福井市島寺町

## 著名な出身者
- 岩堀路子 - ミュージシャン（ナナ・イロ）
- 林ふみの - 漫画家
- 森川陽一郎 - 映像作家、元映画監督

## アクセス
- 京福バス 76系統（西田中・宿堂線）「清水中学校前」下車、約300 m。但し福井駅発は平日夕方1便のみ。
- 京福バス 73・74系統（清水グリーンライン線）「清水プラント3」下車、約900 m。
- E8 北陸自動車道 福井ICから、主に国道158号、福井県道・石川県道5号福井加賀線、福井県道28号福井朝日武生線経由 約14 km。